# 竹添吾麓
竹添 吾麓（たけぞえ ごろく、1864年（元治元年） - 1913年（大正2年））は漢学者。肥前国高来郡三室村（現在の長崎県雲仙市吾妻町）出身。叔父に竹添進一郎。
1864年（元治元年）生まれ。1895年（明治28年）より群馬・高知・石川・滋賀各県の師範学校で教諭を務めた。1909年（明治42年）の旧制長崎中学校勤務を最後として、1913年（大正2年）死没。